# Vleeshal
Il Vleeshal, o mercato delle carni, è uno storico edificio della città di Haarlem, nei Paesi Bassi.

## Storia e descrizione

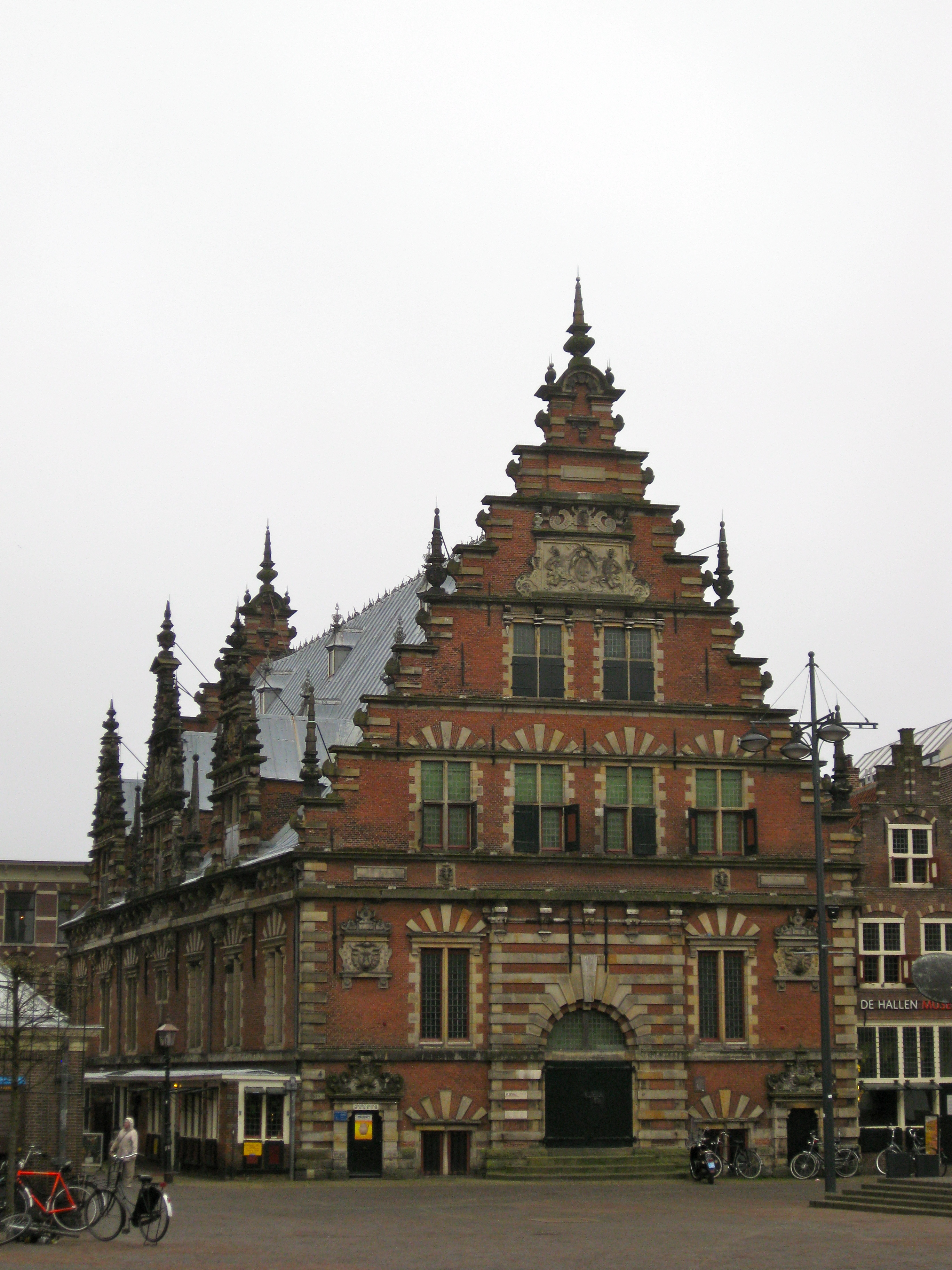
La facciata sul Grote Markt

Già dal 1386 sorgeva in questo luogo, all'angolo fra Spekstraat (via della pancetta) e Warmoesstraat (via delle erbe), un mercato coperto dove i macellai vendevano e tagliavano la carne, tanto che in seguito Warmoesstraat assunse la nomenclatura di Vleeshouwersstraat (via dei tagli di carne).
Il Mercato sorgeva in pieno centro cittadino, sia per una migliore accessibilità da parte dei cittadini, ma anche per un più facile controllo sulla merce e sulle vendite da parte delle istituzioni cittadine che si trovavano poco lontano.
Con lo sviluppo di Haarlem, la popolazione vide una rapida crescita e ben presto il mercato della carne divenne troppo piccolo tanto che nel 1592 si contavano 26 banchi di macellai al di fuori dell'edificio per mancanza di spazi. Questa situazione minacciava l'igiene e la qualità del prodotto, oltre che un suo più rapido deperimento, così si decise la ricostruzione del mercato e l'11 ottobre del 1601 il Comune acquistò alcune case sul Grote Markt e commissionò il progetto all'architetto Lieven de Key.
Il 6 giugno 1602 Jan de Wael e Pieter en Weijntgen Kies (figli dell'architetto) posero la prima pietra e già alla fine del 1604 i macellai poterono trasferirsi nel nuovo edificio. Tuttavia i commercianti non furono entusiasti della nuova costruzione a causa dell'aumento dell'affitto, passato dai 6 fiorini l'anno dei vecchi padiglioni ai 30 del nuovo mercato. Dopo non poche opposizioni, nel 1619, il prezzo fu fissato a 16 fiorini.
Il Mercato delle carni rimase in uso fino al XIX secolo, quando, dal 1840 al 1885, divenne sede della guarnigione della città. Successivamente l'edificio fu destinato ad archivio nazionale e in seguito a deposito della biblioteca comunale. Durante la Seconda guerra mondiale l'edificio fu utilizzato dal servizio di distribuzione e in seguito, il Consiglio comunale lo destinò a spazio espositivo e al museo archeologico Museum De Hallen.
Il Mercato delle carni costituisce un notevole esempio dell'architettura rinascimentale secondo l'interpretazione e il gusto olandese, dove si possono notare certi canoni ancora gotici come la pianta e il forte verticalismo. Forme tipicamente rinascimentali appaiono nelle decorazioni a bugnato, nei pilastri e colonne tuscaniche (all'interno) e negli obelischi.